# Явленка (Росія)
Я́вленка (рос. Явленка) — село у складі Нерчинсько-Заводського району Забайкальського краю, Росія. Адміністративний центр та єдиний населений пункт Явленського сільського поселення.

## Населення
Населення — 698 осіб (2010; 787 у 2002).
Національний склад (станом на 2002 рік):
- росіяни — 98 %